# Bank of Yokohama
The Bank of Yokohama, Ltd. (BOY; 株式会社横浜銀行 Kabushiki kaisha yokohama ginkō) er en japansk regional bank. De driver primært virksomhed i Kanagawa-præfekturet og det sydvestlige Tokyo. De har 610 filialer i Japan og fem internationale kontorer i Shanghai, Hong Kong, Bangkok, New York og London).
Banken blev etableret i 1920.